# Balthazar (bier)
Balthazar is een Belgisch bier van hoge gisting.
Het bier wordt gebrouwen in Brouwerij Alvinne te Moen.
Het is een bruin bier met een alcoholpercentage van 9%. Dit bier wordt enkel in de winter gebrouwen en behoort tot de “Driekoningen”-reeks: Balthazar, Gaspar en Melchior. Dit was het allereerste winterbier van deze brouwerij.